# Sân bay Bungoma
Sân bay Bungoma (ICAO: HKBU) là một sân bay ở Bungoma, Kenya.